# Mühlenkreiskliniken
Die Mühlenkreiskliniken (MKK) sind ein Zusammenschluss von Kliniken zu einem Krankenhauskonzern mit dem Versorgungsgebiet im ostwestfälischen Kreis Minden-Lübbecke in Nordrhein-Westfalen. 
Zum Konzern gehören das Johannes-Wesling-Klinikum Minden, das Krankenhaus Lübbecke-Rahden mit Standorten in Lübbecke und Rahden, das Krankenhaus Bad Oeynhausen und das orthopädische Fachkrankenhaus, die Auguste-Viktoria-Klinik in Bad Oeynhausen. Diese ist als eigenständige Gesellschaft Auguste-Viktoria-Klinik GmbH den MKK angegliedert. Außerdem gehören noch das Medizinische Zentrum für Seelische Gesundheit, die Akademie für Gesundheitsberufe, die MVZ Mühlenkreiskliniken GmbH und die Mühlenkreis Service GmbH zum Unternehmen. Der Auftrag der Mühlenkreiskliniken ist, die stationäre medizinische Versorgung der Menschen im Kreis Minden-Lübbecke und darüber hinaus sicherzustellen. 
Seit Juli 2016 ist das Johannes-Wesling-Klinikum Minden Universitätsklinikum der Ruhr-Universität Bochum (RUB). Das Einzugsgebiet der Mühlenkreiskliniken umfasst neben dem Kreis Minden-Lübbecke die Landkreise Schaumburg, Diepholz, Osnabrück, Nienburg und Vechta, die Kreise Herford, Lippe, Gütersloh, Höxter und Paderborn sowie die kreisfreie Stadt Bielefeld.

## Struktur und Leitung

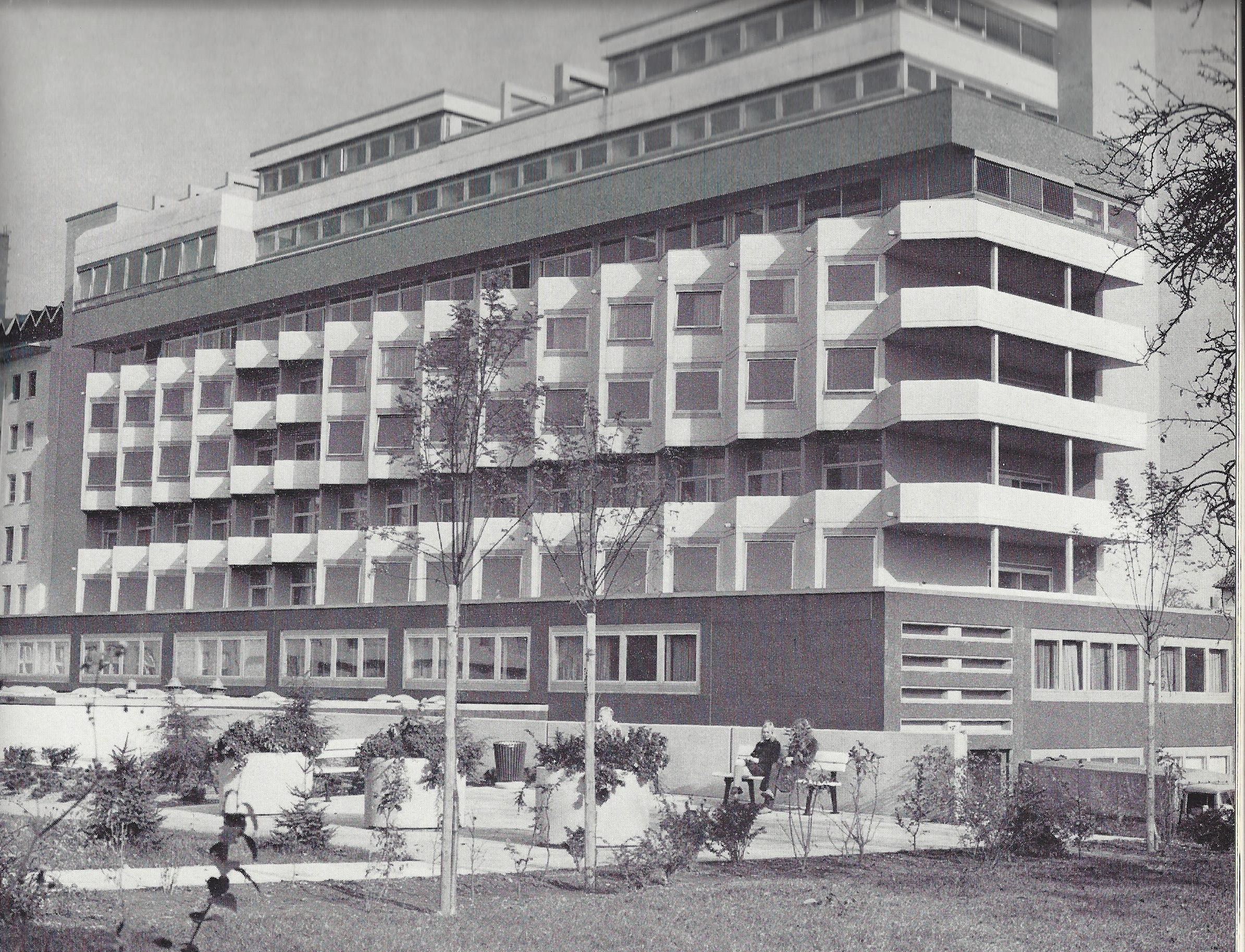
Chirurgische Klinik in Minden (1979)

Die Mühlenkreiskliniken werden seit dem 1. Juli 2006 in der Rechtsform einer Anstalt des öffentlichen Rechts (AöR) betrieben. Diese AöR löste den im Jahr 1999 gegründeten Zweckverband ab, der unter dem Namen Kliniken im Mühlenkreis firmierte. Träger des Zweckverbandes waren der Kreis Minden-Lübbecke und die Stadt Minden. Die Mühlenkreiskliniken mit ihren insgesamt rund 2000 Betten waren bis 2016 Lehrkrankenhäuser der Medizinischen Hochschule Hannover, zuvor waren sie Lehrkrankenhaus der Universität Münster. 2015 schlossen die Mühlenkreiskliniken als Mitglieder der Bietergemeinschaft Minden-Herford einen Vertrag mit der Ruhr-Universität Bochum, wodurch sie zum 1. Juli 2016 zu Universitätsklinikum und Kooperationspartner wurden. Im Juni 2018 wird ein neues Strukturkonzept vorgestellt.
Die Mühlenkreiskliniken AöR befindet sich in hundertprozentiger Trägerschaft des Kreises Minden-Lübbecke.

### Verwaltungsrat
Das oberste Gremium der AöR ist der Verwaltungsrat unter dem Vorsitz des Landrats des Kreises Minden-Lübbecke. Dem Gremium gehören folgende Mitglieder an:
- Landrat Ali Dogan (SPD), als Vorsitzender des Verwaltungsrates
- Detlef Beckschewe
- Michael Grosskurth
- Siegfried Gutsche
- Lutz Abruszat
- Volker Hoppmann
- Ulrich Koors
- Hans-Eckhard Meyer
- Melanie Ochsenfarth
- Jürgen Gläscher
- Angelika Buttler
- Barbara Lang
- Adelheit Traute

### Vorstand
Die direkte Unternehmensleitung wird vom Vorstand ausgeführt, der durch den Verwaltungsrat gewählt wird. (Stand 2022)
- Olaf Bornemeier (Vorsitzender)

## Wirtschaftliche Kennzahlen
Die Mühlenkreiskliniken beschäftigen über 4900 Mitarbeiter und sind damit größter Arbeitgeber im Kreis Minden-Lübbecke. Zudem werden jährlich 500 Lehrverträge abgeschlossen. Damit sind die Mühlenkreiskliniken größter Ausbildungsbetrieb im Kreis Minden-Lübbecke.
Im Oktober 2008 wurde mitgeteilt, dass sich die Mühlenkreiskliniken in einer akuten finanziellen Notlage mit einer Verschuldung von 60 Millionen Euro bei fehlender Liquidität befinden.
Beim Neujahrsempfang 2010 konnte Vorstandsvorsitzender Matthias Bracht für 2009 bereits eine schwarze Null verkünden. Finanzvorstand Bornemeier überraschte im Juni 2010 mit einem operativen Gewinnergebnis von 1,6 Mio. Euro im ersten Quartal. Anlässlich ihres zweiten Neujahrsempfanges präsentierten die Mühlenkreiskliniken am 4. Februar 2011 vor zahlreichen Gästen aus der Gesundheitsbranche, Politik und Wirtschaft ihr vorläufiges Jahresergebnis 2010 und bestätigten den erfolgreichen Modernisierungsprozess.
Im Zuge der Restrukturierung sind die Vollzeitstellen laut Geschäftsbericht 2010 auf 2652 verringert worden. Mittlerweile ist die Zahl der Vollzeitstellen mit Stand 2017 auf 3133 gestiegen. Viele Kollegen aus der Speiseversorgung und dem größten Teil der Reinigungsleistungen sind in die Tochtergesellschaft Service Mühlenkreiskliniken GmbH ausgegliedert worden.
| Jahr               | 2006  | 2007  | 2008   | 2009   | 2010  | 2011  | 2012  | 2013  | 2014  | 2015  | 2016  | 2017  |
| ------------------ | ----- | ----- | ------ | ------ | ----- | ----- | ----- | ----- | ----- | ----- | ----- | ----- |
| Ergebnis in Mio. € | - 2,1 | - 2,9 | - 28,4 | - 15,9 | - 0,1 | + 1,4 | + 2,4 | + 4,9 | + 4,6 | + 4,2 | + 6,1 | + 1,7 |

## Geschichte
Die Mühlenkreiskliniken wurden zum 1. Juli 2006 in der Rechtsform der Anstalt des öffentlichen Rechtes (AöR) gegründet. Dies war eine Fusion des Zweckverbandes der Kliniken im Mühlenkreis mit den Krankenhäusern Klinikum Minden, Krankenhaus Lübbecke und Krankenhaus Rahden und dem Zweckverbandskrankenhaus Bad Oeynhausen. Zu den Mühlenkreiskliniken gehören als 100%ige Tochtergesellschaften die Auguste Viktoria Klinik GmbH in Bad Oeynhausen und die Mühlenkreis Service GmbH. Das ehemalige Stadtkrankenhaus der Stadt Minden an der Friedrichstraße (Klinikum I) und das ehemalige Kreiskrankenhaus des Altkreises Minden an der Portastraße (Klinikum II) im Mindener Glacis wurden am 29. und 30. März 2008 geschlossen. Die Kliniken zogen in einen Neubau, das Johannes-Wesling-Klinikum Minden. Die Bettenanzahl wurde dabei von 1073 auf 864 reduziert.

## Johannes Wesling Klinikum Minden

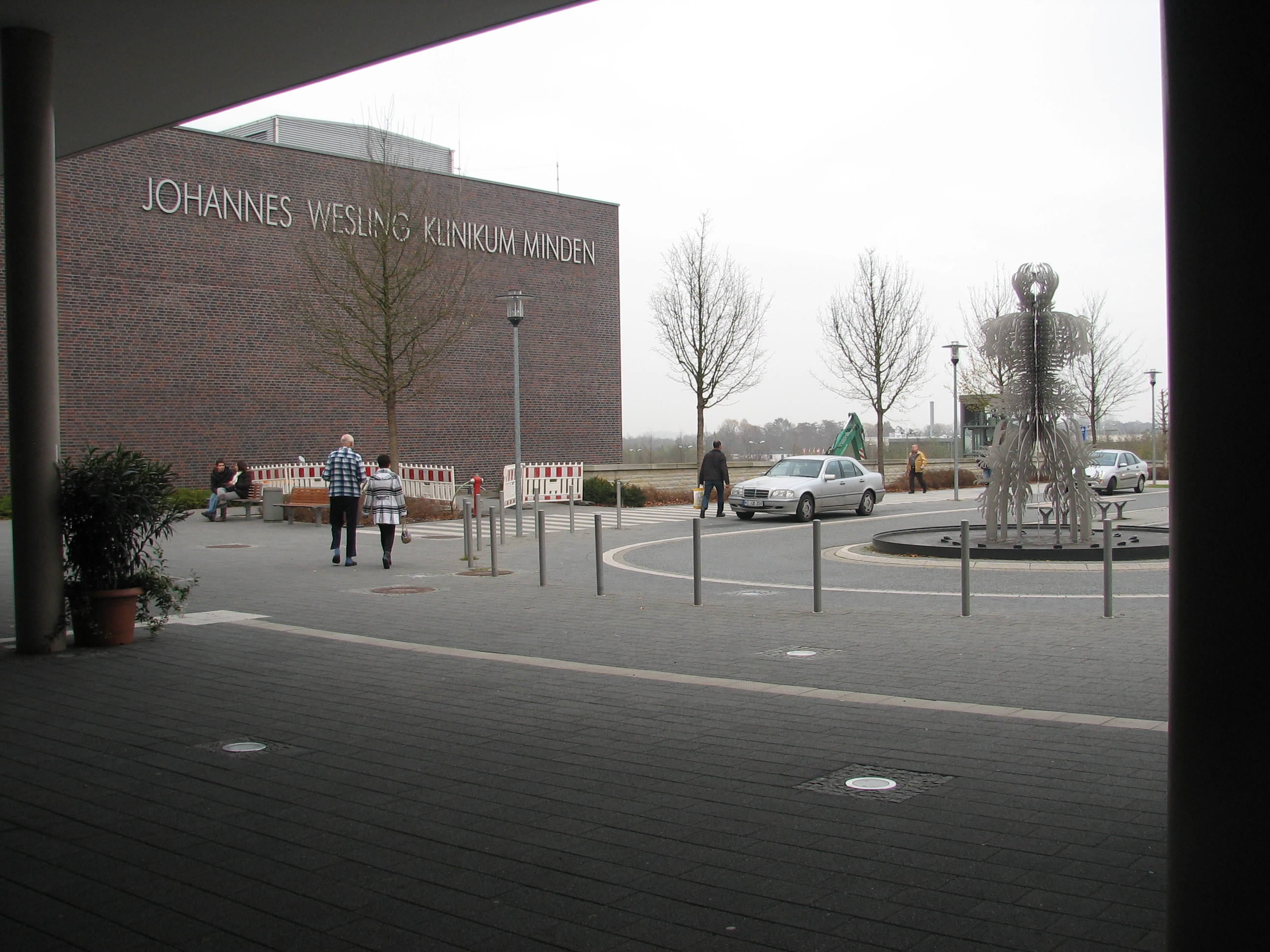
Johannes Wesling Klinikum Eingangsbereich

Das Johannes Wesling Klinikum Minden liegt an der Hans-Nolte-Straße 1 im südlichen Mindener Ortsteil Häverstädt nahe der Stadtgrenze zu Porta Westfalica. Das Klinikum wurde nach Erkenntnissen der Patientenversorgung unter den Bedingungen der Fallpauschalenfinanzierung konzipiert mit 864 Betten. Die aktuelle Bettenanzahl im Jahr 2020 beträgt 910 Betten. Die Außenanlagen wurden mit einem künstlichen See und einem Arboretum gestaltet. Vor dem Haupteingang steht die Edelstahlskulptur „Venus von Minden“ des Künstlers Roland Fuhrmann. Die Stadtrandlage am Rande des Wiehengebirges gestattet einen Ausblick auf die Porta Westfalica (Westfälische Pforte) mit dem Kaiser-Wilhelm Denkmal. Für den Neubau auf der Grünen Wiese wurde der innerstädtische, historische Standort in der Stadt Minden aufgegeben, was die Erreichbarkeit ohne Auto erschwert. Seit Juli 2016 ist das Johannes Wesling Klinikum Minden Universitätsklinik der Ruhr-Universität Bochum.
ÖPNV-Anbindung an das Klinikum
Das Johannes Wesling Klinikum erreicht man mit dem ÖPNV durch eine Regionalbuslinie aus Porta Westfalica (Rundverkehr Porta Westfalica) sowie von zwei Regionalbuslinien aus Richtung Minden bzw. Bad Oeynhausen und Porta Westfalica, folgende sind unten aufgeführt.
| Linie | Linienverlauf |
| ----- | --- |
| 413   | Johannes Wesling Klinikum – PW.Barkhausen – PW.Hausberge – PW.Holzhausen – PW.Möllbergen - PW.Holtrup – PW.Vennebeck - PW.Costedt und zurück |
| 414   | ZOB Minden – Joh. Wesling Klinikum – PW.Barkhausen – PW.Hausberge                                                                            |
| 461   | Minden ZOB – PW.Barkhausen – Joh. Wesling Klinikum – Dehme – Eidinghausen – ZOB Bad Oeynhausen                                               |

Die Gemeinde Hille (Ortsteile Rothenuffeln, Wallücke, Oberlübbe und Eickhorst) kann mit einem TaxiBus erreicht werden.

## Bildergalerie

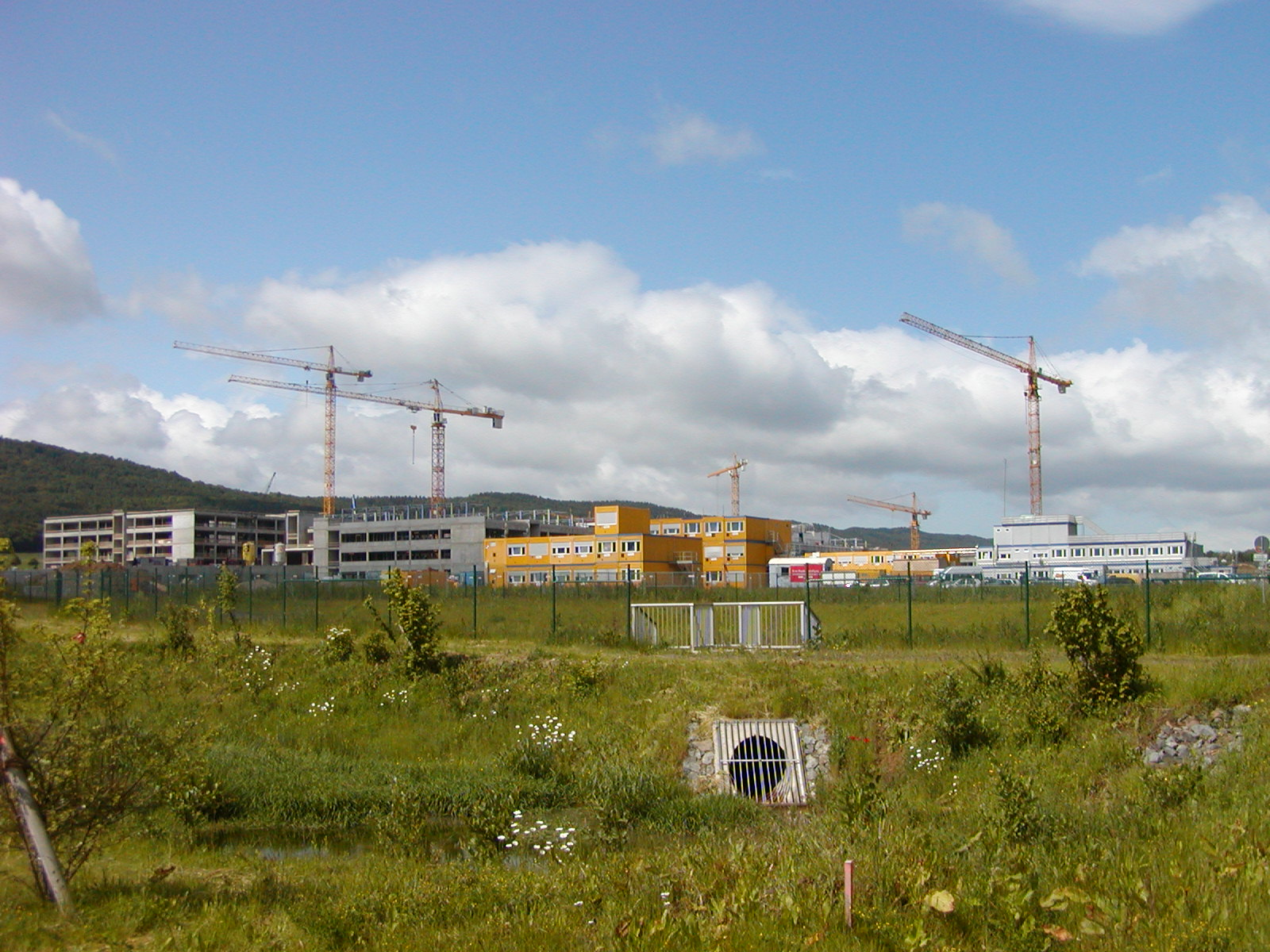
Baustelle Johannes-Wesling-Klinikum
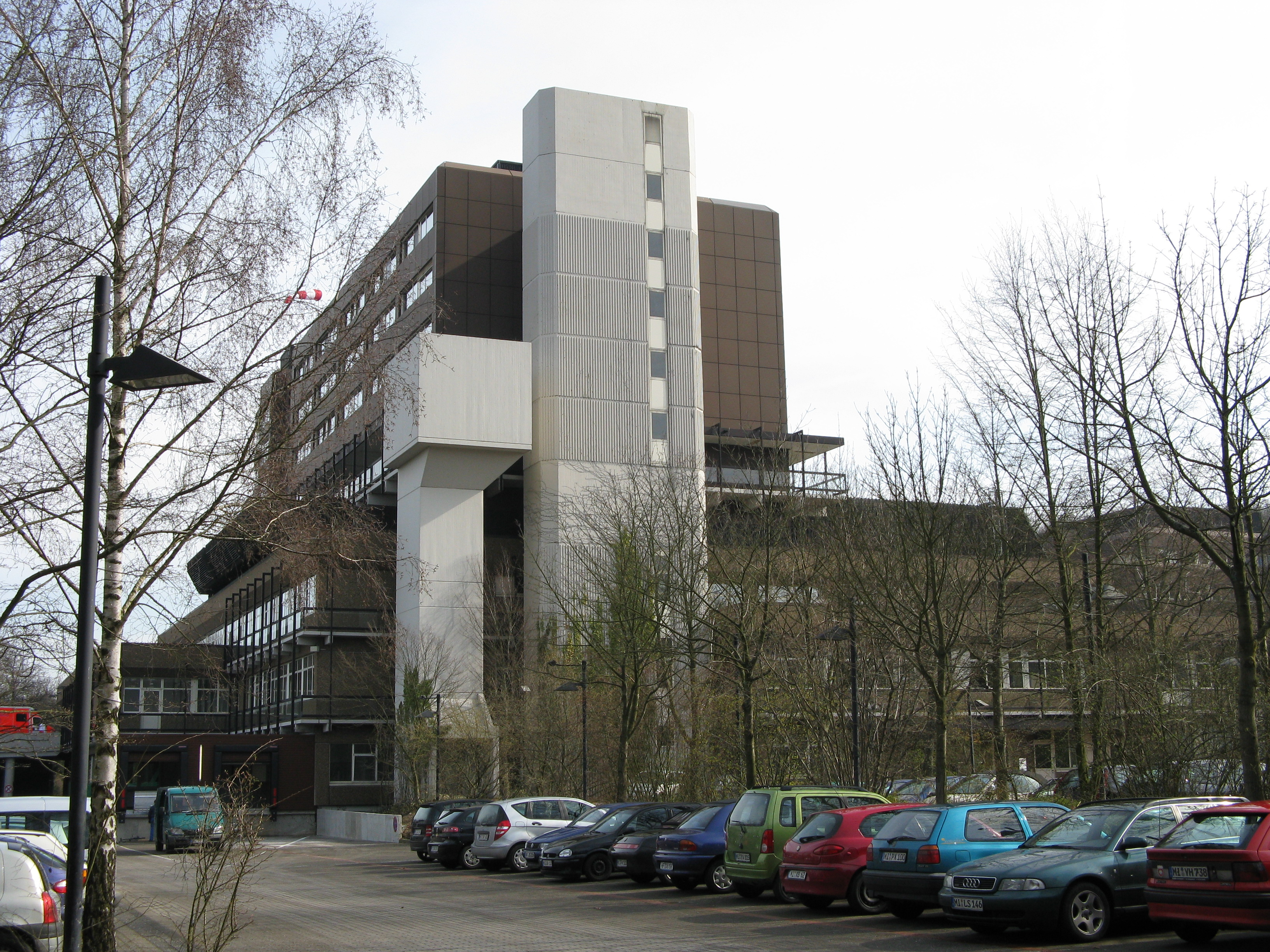
Krankenhaus Lübbecke
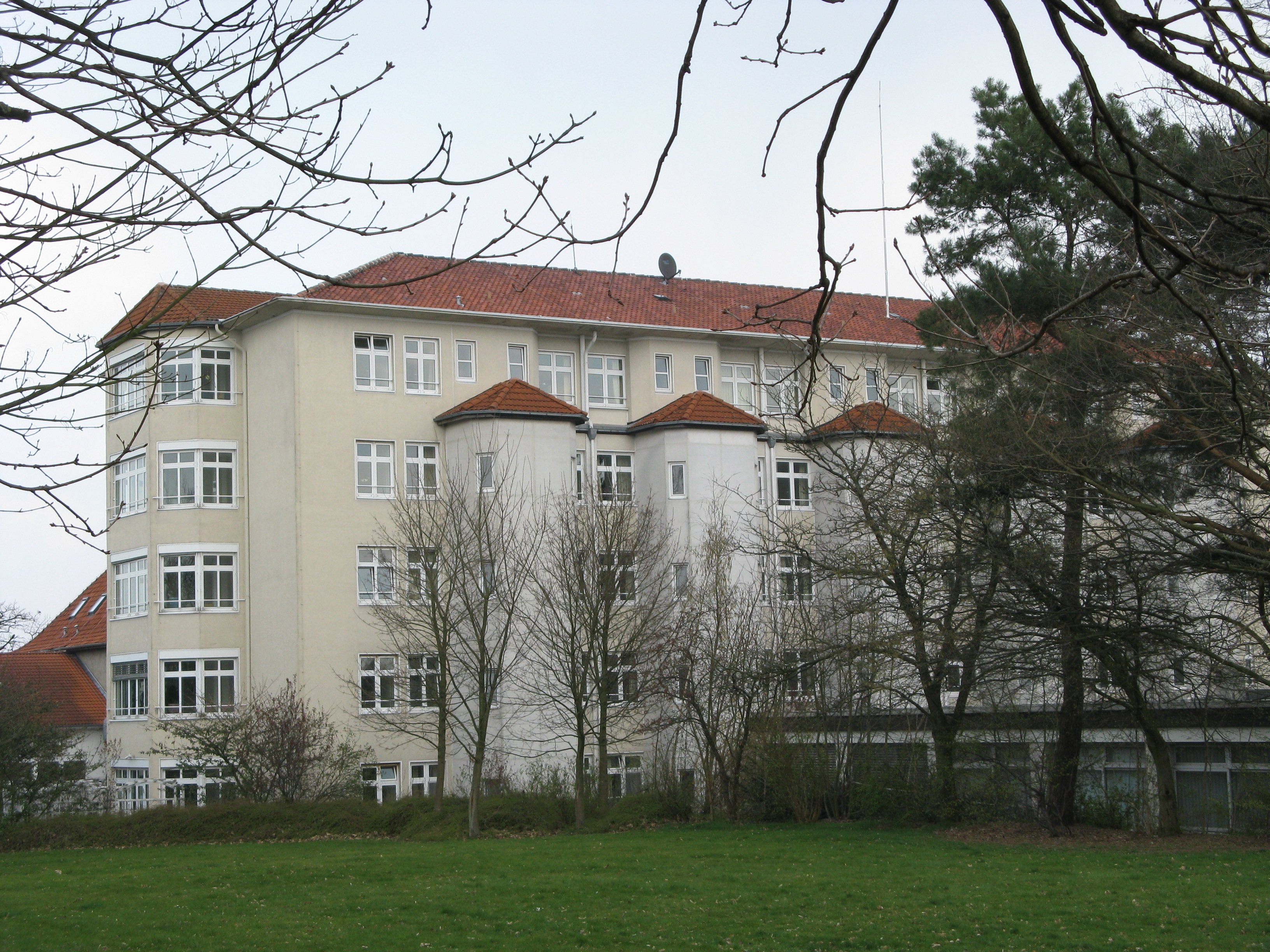
Krankenhaus Rahden
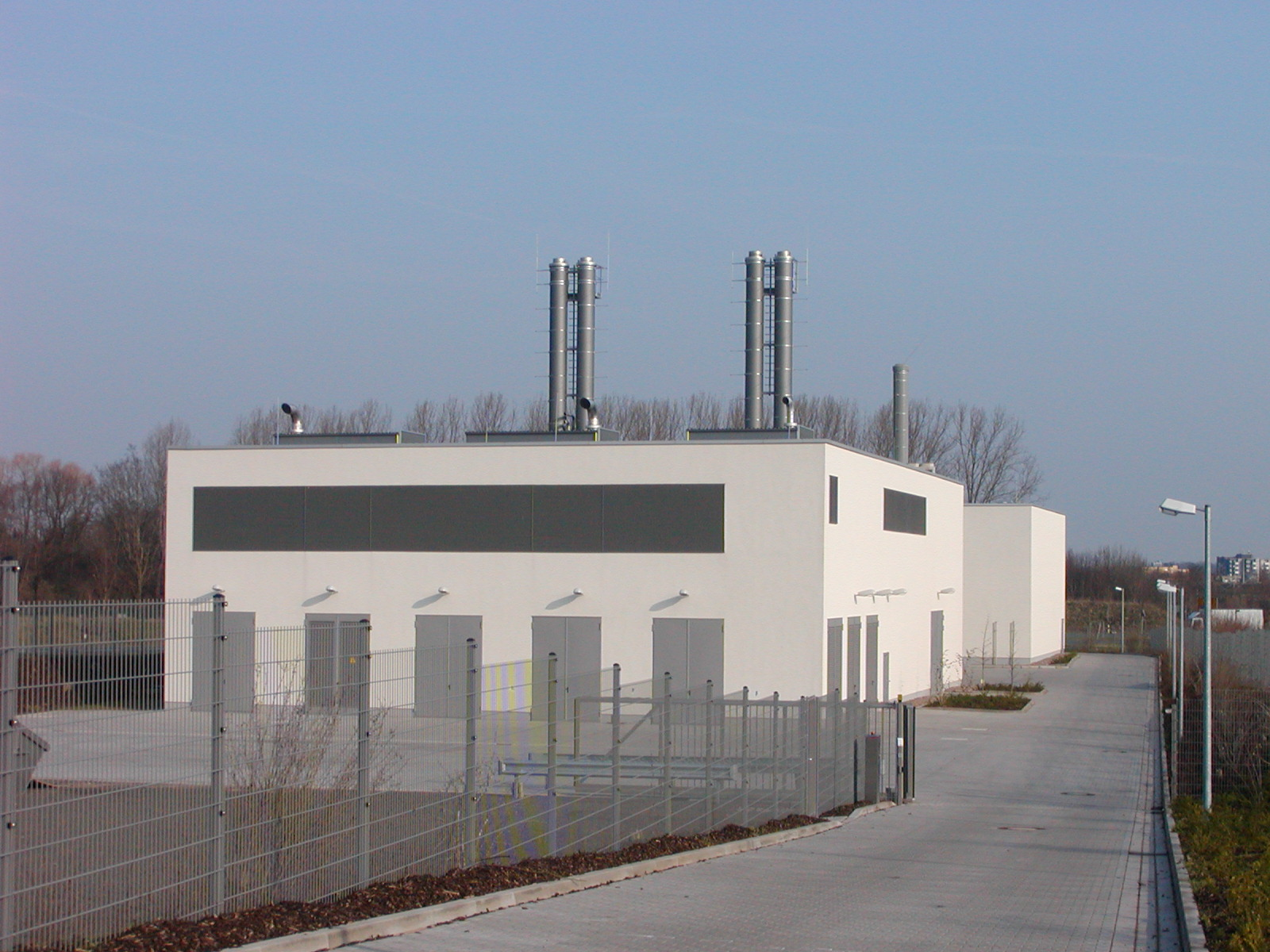
Energiezentrale Minden

## Krankenhaus Lübbecke
Das Krankenhaus Lübbecke ist seit 2016 ein akademisches Lehrkrankenhaus der RUB und verfügt am Standort Lübbecke über 459 Betten. Das Leistungsspektrum erstreckt sich sowohl auf das Zentrum für Chirurgie mit den Abteilungen Adipositaszentrum, Allgemein- und Viszeralchirurgie, Unfallchirurgie und Orthopädie, auf das Zentrum für Innere Medizin mit der Abteilung Gastroenterologie und interventionelle Endoskopie, als auch auf das Zentrum für seelische Gesundheit, auf die Kliniken Urologie, Hals-Nasen-Ohrenheilkunde und Frauenheilkunde, sowie auf das Institut für Anästhesiologie und Diagnostische Radiologie, Neuroradiologie und Nuklearmedizin. Das Zentrum für seelische Gesundheit verfügt neben 200 stationären Betten und einer Institutsambulanz, auch über 55 Behandlungsplätze die auf drei Tageskliniken aufgeteilt sind.
2017 wurde die Geburtsklinik von der Initiative der WHO und Unicef als „Baby freundlich“ zertifiziert.

## Krankenhaus Rahden
Das Krankenhaus Rahden verfügte über 78 Betten mit jeweils zwei Abteilungen der Chirurgie und Inneren Medizin.
Seit dem 1. Januar 2025 dürfen im Krankenhaus Rahden keine Patienten mehr behandelt werden. Grund dafür ist, dass im Zuge der Krankenhausreform das Krankenhaus nicht die erforderlichen Genehmigungen erhalten hat, um weiterhin eine Versorgung anzubieten.

## Krankenhaus Bad Oeynhausen
Im Jahre 1953 wurde das Krankenhaus Bad Oeynhausen am heutigen Standort in der Südstadt (Wielandstraße 28) eingeweiht. Seit 2016 ist das Krankenhaus ein akademisches Lehrkrankenhaus der RUB und verfügt über eine Kapazität von 330 Betten mit 550 Mitarbeitern. Verzeichnet werden jährlich etwa 12.000 stationäre und 18.500 ambulante Patienten. Das medizinische Leistungsangebot erstreckt sich mit der Allgemein- und Viszeralchirurgie, Gefäßchirurgie, Unfallchirurgie, Handchirurgie und Orthopädische Chirurgie, Frauenklinik, Hals-Nasen-Ohrenheilkunde und Innere Medizin sowie den Instituten Anästhesie und Röntgen auf sechs Fachabteilungen.

## Auguste-Viktoria-Klinik
Das zunächst als Auguste-Viktoria geführte Kinderheim ist seit 1964 ein orthopädisches Fachkrankenhaus. Die zwei Schwerpunktbereiche sind zum einen die Universitätsklinik für Allgemeine Orthopädie und zum anderen die Klinik für Wirbelsäulenchirurgie. Seit 2016 ist die allgemeine Orthopädie zertifiziert als Endoprothetikzentrum der Maximalversorgung. Etwa 900 Endoprothesen werden jährlich implantiert. Die Klinik für Wirbelsäulenchirurgie behandelt sowohl Bandscheiben- und Wirbelsäulenerkrankungen als auch Wirbelsäulenverletzungen und Wirbelsäulenfehlstellungen.

## Studium und Forschung
Seit 2016 sind die Mühlenkreiskliniken Partner der Ruhr-Universität Bochum. Das Johannes-Wesling Klinikum als Universitätsklinikum stellt den Hauptausbildungsstandort für das Medizinstudium im Rahmen des „Bochumer Modells“ der Ruhr-Universität Bochum dar. Das Krankenhaus Bad Oeynhausen und das Krankenhaus Lübbecke-Rahden sind akademische Lehrkrankenhäuser. Den Studierenden stehen im Rahmen ihres Studiums mit
- Universitätsklinik für Gynäkologie und Geburtshilfe (JWK)
- Universitätsklinik für Hämatologie, Onkologie, Hämostaseologie und Palliativmedizin (JWK)
- Universitätsklinik für Neurologie und Neurogeriatrie (JWK)
- Universitätsinstitut für Anästhesie, Intensiv- und Notfallmedizin (JWK)
- Universitätsklinik für Orthopädie (AVK)
- Universitätsklinik für Kinderheilkunde und Jugendmedizin (JWK)
- Universitätsklinik für Psychiatrie und Psychotherapie (ZSG)
- Universitätsklinik für Augenheilkunde als Belegklinik (JWK)
- Universitätsklinik für Dermatologie, Venerologie, Allergologie und Phlebologie (JWK)
- Universitätsklinik für Geriatrie
- Universitätsklinik für Anästhesiologie, Intensiv- und Notfallmedizin
- Universitätsklinik für Hals-, Nasen-Ohrenheilkunde (JWK)
- Universitätsinstitut für Diagnostische Radiologie, Neuroradiologie und Nuklearmedizin (JWK)
- Universitätsklinik für Psychosomatik und Psychotherapie

vierzehn Universitätskliniken zur Verfügung.

## Kontroverse um den Neubau eines Neuen Klinikum in Espelkamp
Derzeit gibt es konkrete Planungen in Espelkamp ein neues Krankenhaus zu bauen und dafür die derzeitigen Krankenhäuser in Lübbecke und Rahden aufzugeben. Auslöser waren rund 178 Millionen Fördergelder vom Land. Der Kreistag des Kreises Minden-Lübbecke hatte dem Neubau mittlerweile zugestimmt. Dieser Neubau wird in der Öffentlichkeit sehr kontrovers diskutiert. Kritik gibt es u. a. daran, dass bestehende Krankenhäuser aufgegeben werden sollen, wobei das Krankenhaus in Lübbecke selbst erst Mitte der 1980er Jahre erbaut wurde und nach nun knapp vier Dekaden wieder aufgegeben werden soll. Zudem stößt sich die Öffentlichkeit auch daran, dass für den Neubau in Espelkamp ein rund zehn Hektar großer Wald in der Nähe das Stadtzentrums gerodet werden soll. Auch wird kritisiert, dass allein die Fördergelder und der daraus zu erwartende Gewinne für die lokale Bauwirtschaft, weniger aber Nachhaltigkeit und Schonung der Umwelt eine Rolle für die Entscheidung gespielt haben.